# Ekeby (deel van) en Hagaby (deel van)
Ekeby (deel van) en Hagaby (deel van) (Zweeds: Ekeby (del av) och Hagaby (del av)) is een småort in de gemeente Kumla in het landschap Närke en de provincie Örebro län in Zweden. Het småort heeft 60 inwoners (2005) en een oppervlakte van 18 hectare. Eigenlijk bestaat het småort uit twee plaatsen: Ekeby en Hagaby; beide plaatsen horen echter maar gedeeltelijk bij het småort. Het småort wordt omringd door zowel landbouwgrond als bos en de stad Kumla ligt zo'n drie kilometer ten zuidoosten van het småort.